# Álvaro Mutis
(Álvaro Mutis, La Neve dell'Ammiraglio)
Álvaro Mutis Jaramillo (Bogotà, 25 agosto 1923 – Città del Messico, 22 settembre 2013) è stato uno scrittore e poeta colombiano naturalizzato messicano.
Ritenuto tra i maestri della letteratura ispanoamericana, ha ottenuto riconoscimenti e vinto premi in tutto il mondo.

## Biografia
Il padre, Santiago Mutis Dávila, già segretario della Presidenza della Repubblica Colombiana, seguendo la carriera diplomatica, si trasferì in Belgio nel 1925 insieme alla famiglia; pertanto Álvaro trascorse i suoi primi anni di vita a Bruxelles, dall'età di due anni fino alla scomparsa del padre, avvenuta quando egli aveva nove anni.
Ritornò quindi in Colombia, ma gli rimasero impressi i frequenti viaggi dell'infanzia, dall'Europa alla Colombia, per lo più compiuti su nave e poi anche utilizzando il treno, l'auto e il cavallo; molti sono i riferimenti a questi viaggi nella sua narrativa.
Interrotti gli studi che aveva iniziato presso i Gesuiti di San Michele a Bruxelles, dopo essere rientrato in patria non finì il liceo; stando a quanto egli stesso afferma, era distratto dal fatto che, leggendo moltissimi libri di storia, di letteratura e di viaggi, non poteva perdere tempo studiando.
Sposatosi all'età di diciannove anni con Mireya Durán, dalla quale ebbe tre figli, iniziò a scrivere mentre faceva più lavori.
I suoi primi libri, pubblicati in Colombia, furono La baldanza (1948) e Gli elementi del disastro (1953).
Nel 1954 sposò la sua seconda moglie, María Luz Montané Zañartu, dalla quale ebbe un'altra figlia.
Trasferitosi in Messico nel 1956 per sfuggire a un possibile arresto a seguito di una querela per peculato, nel 1959 venne comunque chiuso nel carcere di Lecumberri, dove trascorse più di un anno, e durante tale periodo scrisse i racconti Saraya, L'ultimo viso, Prima che canti il gallo e La morte dello stratega, chiamati Cuentos de Lecumberri.
Uscito dal carcere, nel 1966 si risposò, contraendo il suo terzo matrimonio con Carmen Miracle Feliú, divenne agente nell'America Latina di diversi produttori (direttore vendite della Twentieth Century Fox e poi della Columbia Pictures) e, continuando a coltivare la passione per i viaggi, rimase legato all'industria del cinema fino al 1988: la sua voce meravigliosa lo ha fatto anche diventare il narratore spagnolo della serie Gli intoccabili, una delle interpretazioni più ricordate del film sebbene non fosse accompagnata dall'immagine del personaggio.

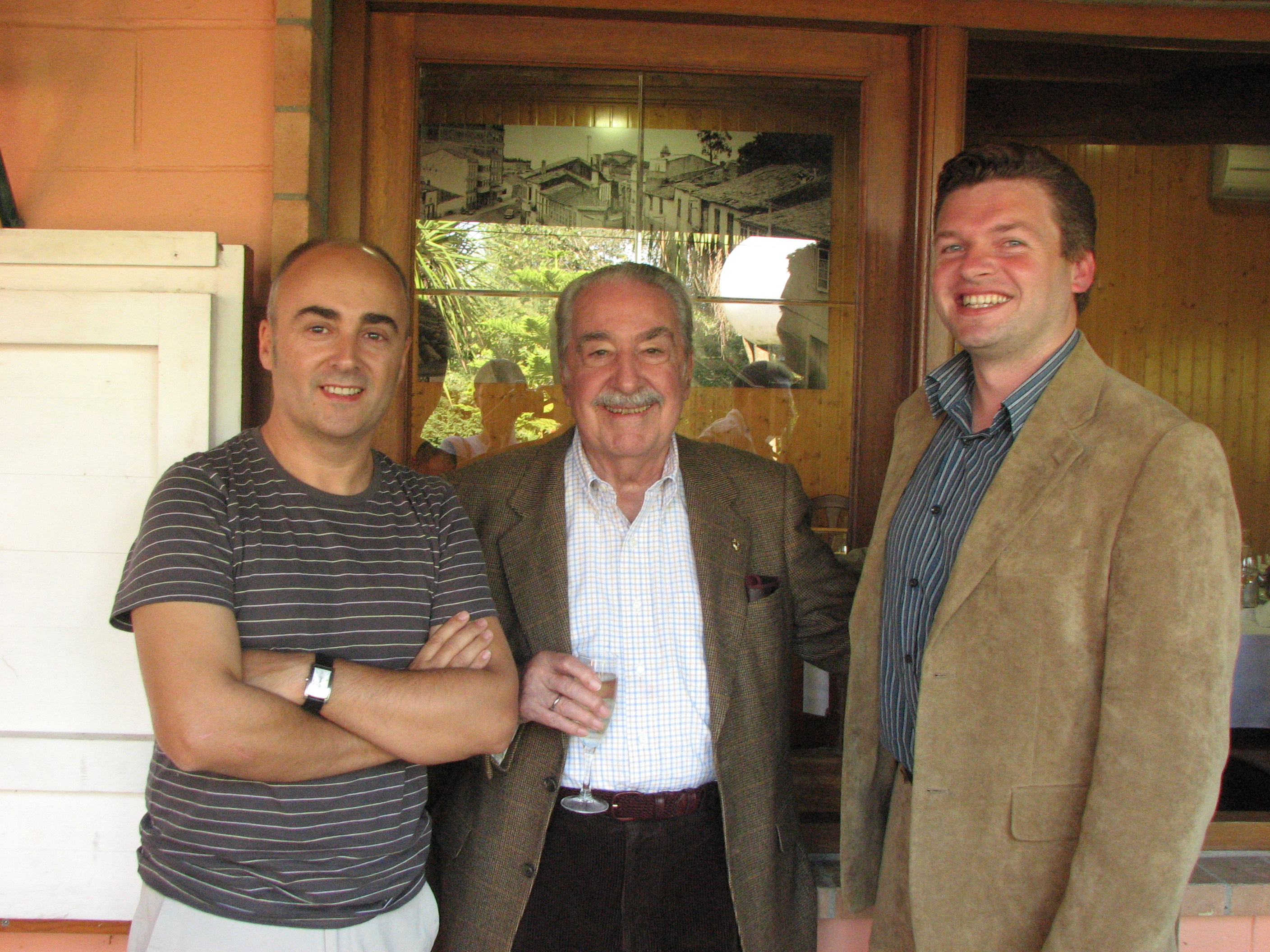
Antón Riveiro Coello, Álvaro Mutis e Alberto Piñeiro

Andato in pensione, si è poi finalmente dedicato solo alle letture e alla sua opera compositiva: ha vissuto a Città del Messico fino alla morte, avvenuta nel 2013 all'età di 90 anni per complicazioni cardio-respiratorie.
Agli scritti di Álvaro Mutis riguardanti le "Imprese e tribolazioni di Maqroll il Gabbiere" (La Neve dell'Ammiraglio, Ilona arriva con la pioggia – da cui è tratto il film di Sergio Cabrera – e Un bel morir) è ispirata la canzone Smisurata Preghiera di Fabrizio De André, che include però anche elementi tratti dall'intera opera dello scrittore, inclusa nel suo ultimo album Anime salve. Il cantautore e lo scrittore si incontrarono alla prima del film Ilona arriva con la pioggia, tratto dal libro di Mutis. Mutis in seguito ha dichiarato che il sunto della propria opera nella canzone di De André è di una efficacia di cui egli stesso non sarebbe stato capace.
È stato molto amico di Gabriel García Márquez e, in quanto tale, il primo lettore delle sue bozze; García Márquez a sua volta l'ha definito «uno dei più grandi scrittori della nostra epoca».
Aveva un punto di vista sulla vita affascinante e allo stesso tempo controverso: per esempio, pensava che l'umanità avesse fatto un grande passo indietro quando l'autorità dei re era stata rimpiazzata dalla volontà popolare.

## Opere
- La neve dell'ammiraglio, Torino, Einaudi, 1990. ISBN 88-06-11813-7.
- Ilona arriva con la pioggia, Torino, Einaudi, 1991. ISBN 88-06-12505-2.
- L'ultimo scalo del Tramp Steamer, Milano, Adelphi, 1991. ISBN 88-459-0857-7.
- Un bel morir, Torino, Einaudi, 1992. ISBN 88-06-12886-8.
- Summa di Maqroll il gabbiere. Antologia poetica 1948-1988, Torino, Einaudi, 1993. ISBN 88-06-13046-3.
- Amirbar, Torino, Einaudi, 1994. ISBN 88-06-12471-4.
- Abdul Bashur, sognatore di navi, Torino, Einaudi, 1996. ISBN 88-06-13044-7.
- La casa di Araucaíma, Milano, Adelphi, 1997. ISBN 88-459-1273-6. [Contiene anche Diario di Lecumberri]
- Gli elementi del disastro, Firenze, Le lettere, 1997. ISBN 88-7166-336-5.
- Trittico di mare e di terra, Torino, Einaudi, 1997. ISBN 88-06-14409-X.
- La vera storia del pifferaio di Hamelin, Milano, Mondadori, 1997. ISBN 88-04-42616-0.
- Disperanza del gabbiere. Antologia poetica, Trieste, FrancoPuzzoEditore, 2000. ISBN 9788890034534.
- Mutis a Trieste, Trieste, FrancoPuzzoEditore, 2001. ISBN 9788890034527.
- Da Barnabooth a Maqroll. Riflessioni su eventi, personaggi e libri del nostro tempo, Firenze, Le lettere, 2002. ISBN 88-7166-638-0.
- Storie della disperanza, Torino, Einaudi, 2003. ISBN 88-06-16687-5.
- Le opere perdute, Roma, Ponte Sisto, 2009. ISBN 88-95884-23-X.

## Premi
- Premio Nazionale di Letteratura, Colombia, 1974;
- Premio Xavier Villaurrutia, Messico, 1988;
- Premio Medicis al miglior libro straniero, Francia, 1989
- Premio Internazionale Nonino, Italia, 1991
- Premio dell'Istituto Italo-latinoamericano , Roma, Italia, 1992
- Premio Príncipe de Asturias de las Letras, 1997
- Premio Reina Sofia, 1997
- Premio Grinzane Cavour, Italia, 1997
- Premio Internazionale di Trieste di Poesia, Italia, 2000[6]
- Premio Cervantes, Spagna, 2001